# Laestrygones
Laestrygones là một chi nhện trong họ Toxopidae, được mô tả đầu tiên bởi A. T. Urquhart năm 1894.

## Các loài
Tính đến  tháng 5 năm 2019 it contains six species from New Zealand and Tasmania:
- Laestrygones albiceris Urquhart, 1894 (type) – New Zealand
- Laestrygones chathamensis Forster, 1970 – New Zealand (Chatham Is.)
- Laestrygones minutissimus (Hogg, 1909) – New Zealand (Auckland Is., Campbell Is.)
- Laestrygones otagoensis Forster, 1970 – New Zealand
- Laestrygones setosus Hickman, 1969 – Australia (Tasmania)
- Laestrygones westlandicus Forster, 1970 – New Zealand